# Sorex ugyunak
Sorex ugyunak е вид бозайник от семейство Земеровкови (Soricidae).

## Разпространение
Видът е разпространен в Канада и САЩ (Аляска).